# David Dorfman
Pour les articles homonymes, voir Dorfman (homonymie).
David Dorfman est un acteur américain né le 7 février 1993 à Los Angeles, Californie (États-Unis).

## Biographie
David Dorfman naît le 7 février 1993 à Los Angeles, en Californie.
Il est admis à l'UCLA (University of California, Los Angeles) à l'âge de 13 ans et intègre la faculté de droit de Harvard à 19 ans.

## Filmographie
- 1999 : L'Enfant invisible (Invisible Child) (TV) : Sam Beeman
- 1999 : Galaxy Quest : Boy
- 2000 : Panic : Sammy
- 2000 : Un amour infini (Bounce) : Joey Janello
- 2001 : Ally McBeal (Saison 4, Épisode 12) : Sammy Paul
- 2002 : Le Cercle (The Ring) : Aidan Keller
- 2002 : 100 Mile Rule : Andrew Davis
- 2003 : The Singing Detective : Young Dan Dark
- 2003 : Les Aventuriers des mondes fantastiques (A Wrinkle in Time) de John Kent Harrison : Charles Wallace Murry
- 2003 : Massacre à la tronçonneuse (The Texas Chainsaw Massacre) : Jedidiah Hewitt
- 2005 : Le Cercle 2 (The Ring Two) : Aidan Keller
- 2005 : Ghost Whisperer (Saison 1, Épisode 17) : Daniel Greene
- 2008 : Drillbit Taylor, garde du corps : Emmit Oosterhaus